# Барон Пёрси
Барон Пёрси из Бедфорда в графстве Оксфордшир — наследственный титул в системе Пэрства Соединённого королевства. Он был создан 14 ноября 1945 года для британского экономиста, финансиста и государственного служащего Уильяма Пёрси (1886—1966). 
По состоянию на 2024 год носителем титула являлся его внук, Джеймс Уильям Пёрси, 3-й барон Пёрси (род. 1946), который стал преемником своего отца в 1981 году.

## Бароны Пирси (1945)
- 1945—1966: Уильям Пёрси, 1-й барон Пёрси (7 февраля 1886 — 7 июля 1966), сын Огастеса Эдварда Пёрси[1];
- 1966—1981: Николас Пелэм Пёрси, 2-й барон Пёрси (23 июня 1918 — 22 мая 1981), единственный сын предыдущего[2];
- 1981 — настоящее время: Джеймс Уильям Пёрси, 3-й барон Пёрси (род. 19 января 1946), старший сын предыдущего[3];
  - Наследник титула: достопочтенный Марк Эдвард Гувер Пёрси (род. 30 июня 1953), младший брат предыдущего[4];
    - Наследник наследника: Уильям Николас Пелэм Пёрси (род. 11 марта 1989), единственный сын предыдущего[5].